# Ho, Why Is You Here?
Ho, Why Is You Here? è il mixtape di debutto della rapper statunitense Flo Milli, pubblicato il 24 luglio 2020 da RCA Records e '94 Music.

## Antefatti
Prima dell'uscita di Ho, Why Is You Here?, Flo Milli è salita alla ribalta dopo i suoi primi due singoli, successivamente inclusi nell'album, Beef FloMix (una rielaborazione di Beef di Playboi Carti ed Ethereal) e In the Party, divenuti virali sul social network cinese TikTok.
Il 31 marzo 2020 è uscito Not Friendly, terzo singolo estratto dal mixtape, mentre il 19 giugno è stato reso disponibile Like That Bitch. Il quinto singolo, Weak, è stato rilasciato come singolo dopo la pubblicazione del progetto, accompagnato da un video musicale.
Nel giugno 2020 la rapper ha rivelato la data d'uscita, il titolo e la tracklist del mixtape.
| Recensione | Giudizio |
| ---------- | -------- |
| AllMusic   |          |
| Exclaim!   | 9/10     |
| Pitchfork  | 7,5/10   |
| PopMatters | 7/10     |

## Accoglienza
Il mixtape ha ottenuto recensioni positive da parte dei critici musicali.

### Riconoscimenti di fine anno
Ho, Why Is You Here? è stato incluso nelle classifiche di fine anno di alcuni siti musicali come Complex e Rolling Stone.
- 8° — The New York Times (classifica di Jon Caramanica)[10]
- 13° — NPR Music[11]
- 15° — Rolling Stone[12]
- 16° — UPROXX[13]
- 20° — Complex[14]
- N/A — Vulture (sotto la top 10)

## Tracce
1. Mood Everyday (Intro) – 0:51 (Tamia Carter, Aaron Tago)
2. Beef FloMix – 2:28 (Carter, Ollie Rudolph)
3. Like That Bitch – 3:23 (Carter, Anthony Jermaine White, Ronny Wright)
4. In the Party – 2:17 (Carter, Raeshaun Samoa)
5. Pockets Bigger – 1:46 (Carter, Andrew Rogers)
6. Weak – 2:36 (Carter, White, Brian Morgan, Ronny Wright)
7. Send the Addy – 2:12 (Carter, Jafar Scott, Kadijah Moorer, XaviBeatz)
8. 19 – 2:24 (Carter, Shane Parker)
9. May I – 2:43 (Carter, Andre Young, Andrew Roettger, Calvin Broadus, Daniel Webster, Harry Casey, Mark Adams, Raymond Turner, Richard Finch, Stephen Washington, Steve Arrington, Tyshaun "Homie Hill" McQueen)
10. Pussycat Doll – 2:40 (Carter, Scott, Jamal Rashad Rolle)
11. Not Friendly – 3:55 (Carter, Deandre Way, Michael Dobbins, Quandarious Antwan Jordan, Radric Davis)
12. Scuse Me – 2:44 (Carter, Jaime Lee, Kentavious Johnson, LaDamon Douglas, Ronnie "Ronello" Graham)

Note
- Weak campiona l'omonima canzone interpretata dalle SWV e scritta da Brian Alexander Morgan.[15]
- May I contiene interpolazioni tratte da Gin and Juice interpretata e scritta da Snoop Dogg e prodotta da Dr. Dre, la quale a sua volta interpola Watching You del gruppo statunitense Slave.[16]

## Classifiche
| Classifica (2020) | Posizione massima |
| ----------------- | ----------------- |
| Stati Uniti       | 78                |